# Parc national Boodjamulla
Le parc national Boodjamulla est un parc national situé au Queensland en Australie. Il est situé à 1 837 km au nord-ouest de Brisbane et à 340 km au nord-ouest de Mont Isa.
Le parc abrite plusieurs cours d'eau permanents, des lacs, des gorges, des collines. Une gorge, la Lawn Hill Gorge a été creusée par la Lawn Hill Creek, cours d'eau permanent traversant la région alimenté par de nombreuses sources provenant du plateau calcaire situé à l'ouest du parc et abrite de nombreuses plantes tropicales dont le palmier-chou australien (Livistona australis). On y trouve aussi le crocodile d'eau douce ou crocodile de Johnston.
Les aborigènes Waanyi habitent depuis au moins 17 000 ans le Boodjamulla ou pays du Serpent arc-en-ciel. Les gorges de la Lawn Hill sont sacrées pour les aborigènes locaux.
Une partie du parc, la région fossilifère de Riversleigh classée au patrimoine mondial de l'humanité contient de nombreux fossiles. Des os d'animaux vieux de vingt-cinq millions d'années sont amassés dans les sédiments calcaires de la région.